# Поява привидів
Поява привидів (англ. Haunted Spooks) — американська короткометражна кінокомедія режисера Альфреда Дж. Гулдінга 1920 року.

## Сюжет
Дівчина отримає спадщину, якщо проживе в фамільному будинку рік. Але злобний родич хоче вижити її звідти, щоб привласнити спадок собі. Гарольд допоможе дівчині.

## У ролях
- Гарольд Ллойд — хлопець
- Мілдред Девіс — дівчина
- Воллес Хоу — дядько
- Семмі Брукс
- Вільям Гіллеспі
- Марк Джонс
- Ді Лемптон
- Гейлорд Ллойд
- Сем Луфкін
- Ернест Моррісон